# 豊中市立桜井谷東小学校
豊中市立桜井谷東小学校（とよなかしりつ さくらいだにひがししょうがっこう）は、大阪府豊中市桜の町七丁目にある公立小学校。

## 沿革
- 1978年4月1日 - 開校。
- 1978年5月30日 - 校章制定。
- 1980年1月23日 - 校区決定。この日を創立記念日とする。
- 1980年2月7日 - 校歌制定。
- 2004年2月6日 - ビオトープ完成。
- 2016年3月21日 - 増築校舎が竣工。

## 通学区域
- 豊中市　上野西4丁目（5番〜9番）、桜の町1丁目〜7丁目、春日町1丁目〜2丁目、少路1丁目〜2丁目、向丘1丁目

卒業生は基本的に、豊中市立第二中学校（少路1丁目〜2丁目以外）と豊中市立第十一中学校（少路1丁目〜2丁目）へ分かれて進学する。

## 周辺
- 大阪府道43号豊中亀岡線（豊中ロマンチック街道）
- 千里川

## アクセス
- 大阪モノレール少路駅から西へ500m（徒歩7分）
- 阪急バス少路2丁目バス停から西へ200m